# Адольф Пфайффер
Адольф Пфайффер (нім. Adolf Pfeiffer; 29 жовтня 1876, Вісбаден — 14 травня 1961) — німецький офіцер, віце-адмірал крігсмаріне.

## Біографія
2 квітня 1895 року вступив у ВМФ. Учасник Першої світової війни. З 2 серпня по 7 грудня 1914 року — командир 8-ї, з 15 січня 1915 по 2 червня 1917 року — Османської флотилії торпедних катерів. З 6 червня 1917 по 1 липня 1918 року — начальник оперативного відділу Адмірал-штабу. З 2 липня по 12 серпня 1918 року — командир легкого крейсера «Піллау». З 13 серпня по 14 листопада 1918 року — начальник відділу Командування морської війни в головній штаб-квартирі Адмірал-штабу. Після демобілізації армії залишений на флоті. 30 вересня 1928 року вийшов у відставку. 22 березня 1939 року переданий в розпорядження крігсмаріне. З 27 квітня 1940 року — суддя Вищого призовного суду. 2 жовтня 1942 року знову переведений в розпорядження крігсмаріне. 31 травня 1943 року звільнений у відставку.

## Звання
- Кадет (13 квітня 1896)
- Унтерлейтенант-цур-зее (2 жовтня 1898)
- Лейтенант-цур-зее (1 січня 1899)
- Оберлейтенант-цур-зее (23 березня 1901)
- Капітан-лейтенант (20 листопада 1905)
- Корветтен-капітан (25 квітня 1912)
- Фрегаттен-капітан (28 квітня 1918)
- Капітан-цур-зее (8 Березня 1920)
- Контр-адмірал (1 лютого 1925)
- Віце-адмірал запасу (30 вересня 1928)
- Віце-адмірал до розпорядження (1 вересня 1942)

## Нагороди
- Столітня медаль (22 березня 1897)
- Китайська медаль в бронзі
- Орден «Османіє» (Османська імперія)
  - 4-го ступеня (19 травня 1903)
  - 3-го ступеня з шаблями (7 липня 1915)

- Орден Червоного орла 4-го класу з короною
  - орден (28 липня 1906)
  - корона (19 вересня 1912)
- Орден Фрідріха (Вюртемберг), лицарський хрест 1-го класу (21 липня 1912)
- Залізний хрест
  - 2-го класу (11 березня 1915)
  - 1-го класу (26 липня 1915)
- Золота медаль «Ліакат» з шаблями (Османська імперія; 4 серпня 1915)
- Військова медаль (Османська імперія) (4 серпня 1915)
- Ганзейський Хрест (Гамбург; 21 грудня 1916)
- Орден «За заслуги» (Баварія) 4-го класу з мечами і короною (9 лютого 1917)
- Хрест «За військові заслуги» (Австро-Угорщина) 3-го класу з військовою відзнакою (19 жовтня 1918)
- Хрест «За вислугу років» (Пруссія) (25 років; 1 квітня 1920)
- Почесний хрест ветерана війни з мечами